# William Gordon-Cumming
El teniente coronel Sir William Alexander Gordon Gordon-Cumming, cuarto baronet (20 de julio de 1848 – 20 de mayo de 1930), fue un terrateniente, militar, miembro de la alta sociedad y notorio mujeriego escocés. Fue la figura central del Escándalo del bacará real de 1891. Tras heredar un título de baronet, se unió al Ejército británico en 1868 y participó en campañas en Sudáfrica, Egipto y Sudán; sirvió con distinción y alcanzó el rango de teniente coronel. De espíritu aventurero, también pasó temporadas cazando en Estados Unidos e India.
Amigo del príncipe de Gales, Eduardo durante más de veinte años, en 1890 asistió a una fiesta en la mansión de Tranby Croft, en el East Riding of Yorkshire, donde participó en una partida de bacará a petición del príncipe. Durante las dos noches de juego fue acusado de hacer trampa, acusación que negó rotundamente. Tras la filtración del incidente, demandó por difamación a cinco miembros de la fiesta; el príncipe de Gales fue llamado como testigo. El caso se convirtió en un espectáculo público, ampliamente difundido en el Reino Unido y el extranjero, pero el veredicto fue desfavorable para Gordon-Cumming y fue excluido de la alta sociedad.
Hombre apuesto y arrogante, Gordon-Cumming era un mujeriego, especialmente con mujeres casadas. Después del juicio, contrajo matrimonio con Florence Garner, una heredera estadounidense; la pareja tuvo cinco hijos, pero su relación fue infeliz. Fue abuelo de las escritoras Katie Fforde y Jane Gordon-Cumming.

## Primeros años
William Gordon Gordon-Cumming nació el 20 de julio de 1848 en Sanquhar House, cerca de Forres, Morayshire. Sus padres fueron Alexander Penrose Gordon-Cumming —el tercero de los Baronet Gordon-Cumming— y Anne Pitcairn (de soltera Campbell). William fue el segundo de los cuatro hijos de la pareja y su hijo varón mayor. Su tío, Roualeyn George Gordon-Cumming, fue un destacado cazador de caza mayor; y su tía, Constance Gordon-Cumming, fue una escritora de viajes. Gordon-Cumming fue educado en los internados ingleses Eton College y Wellington College, en Berkshire.
A los dieciocho años heredó el título de baronet y se convirtió en jefe del Clan Cumming; su linaje se remontaba al siglo IV, pasando por Carlomagno. Su herencia incluía tres propiedades en Morayshire: Altyre, cerca de Forres; Gordonstoun, cerca de Elgin; y la aldea de Dallas, en Moray. Las propiedades sumaban un total de 38 500 acres (155,8 km²) de tierras de baja calidad; el ingreso anual de las propiedades hacia 1890 ha sido estimado en £60.000 o £80.000.

## Carrera militar
Aunque Gordon-Cumming padecía asma y era ciego de un ojo, compró una comisión como alférez en los Scots Fusilier Guards (renombrados en 1877 como los Scots Guards) en 1868 (con fecha oficial del 25 de diciembre de 1867). Fue ascendido al rango de teniente regimental y al rango militar brevet de capitán en el ejército mediante compra el 17 de mayo de 1871, el último año en que fue posible adquirir comisiones.
Se ofreció como voluntario para servir en Sudáfrica durante la guerra anglo-zulú, donde sirvió con valentía y fue mencionado en despachos; fue el primer hombre en entrar al kraal de Cetshwayo kaMpande tras la Batalla de Ulundi (1879). Ese mismo año transmitió las condolencias del ejército a la ex emperatriz Eugenia por la muerte de su hijo, Napoleón, Príncipe Imperial.
Gordon-Cumming fue ascendido al rango regimental de capitán y al rango de teniente coronel en el ejército el 28 de julio de 1880. Sirvió en Egipto durante la Guerra Anglo-Egipcia de 1882 y en Sudán durante la Guerra mahdista (1884–1885), esta última como parte del Regimiento de Camellos de la Guardia en la Columna del Desierto de la Expedición del Nilo. La Columna del Desierto fue una unidad de la Expedición del Nilo encargada de socorrer al General de división Charles George Gordon en Jartum, Sudán, durante la Guerra mahdista. Fue ascendido al rango regimental de mayor el 23 de mayo de 1888.
También encontró tiempo para viajes y aventuras personales, acechando tigres a pie en la India y cazando en las Montañas Rocosas en Estados Unidos; en 1871 publicó un relato de sus viajes en la India titulado Wild Men and Wild Beasts: Scenes in Camp and Jungle. La obra describe las mejores rutas para viajar desde y hacia la India, los animales disponibles para caza en cada estación y el equipo necesario para una expedición. Concluyó su obra con el siguiente comentario:
El relato de mis actividades, sin duda, habría sido más aceptable para el lector general si hubiera sido más variado con asuntos ajenos a la mera matanza, y si la narración de derramamiento de sangre hubiera sido aliviada con descripciones de geografía, paisajes e historia natural —humana y animal— del país; pero todo esto ya ha sido bien descrito en otras partes y por plumas más hábiles.

## Escándalo del bacará real
En septiembre de 1890, el magnate naviero Arthur Wilson, un empresario de 52 años afincado en Kingston upon Hull, invitó a Gordon-Cumming, junto con Eduardo, Príncipe de Gales, a una fiesta en su mansión de Tranby Croft, en el East Riding de Yorkshire. Gordon-Cumming y el príncipe eran amigos desde hacía más de veinte años. Entre los demás asistentes al evento estaban la esposa de Wilson, Mary; su hijo, Stanley Wilson (político británico); su hija, Ethel, y el esposo de esta, Edward Lycett Green, hijo de Sir Edward Green (primer Baronet), un político local del Partido Conservador del Reino Unido.
También fueron invitados varios miembros del círculo íntimo del príncipe, entre ellos Sir Christopher Sykes, diputado conservador por Beverley; el edecán Tyrwhitt Wilson; Lord Coventry; Lord Edward Somerset; el capitán Arthur Somerset —su primo— y el teniente general Owen Lewis Cope Williams, junto a sus esposas. También acompañaba al grupo el teniente Berkeley John Talbot Levett, compañero de armas de Gordon-Cumming en los Scots Guards y amigo de la familia Wilson.
Durante las noches del fin de semana, Eduardo insistió en jugar al bacará, un juego que en ese entonces era ilegal si implicaba apuestas; muchos de los presentes participaron, incluyendo a Gordon-Cumming, Levett y Stanley Wilson. El príncipe actuó como repartidor. Eduardo era tan aficionado al bacará que, cuando viajaba, llevaba un juego de fichas de cuero grabadas con las plumas del Príncipe de Gales, con valores de cinco chelines hasta 10 libras; fueron un regalo de su amigo Reuben Sassoon, miembro de la familia bancaria Sassoon.
En la primera noche, Stanley Wilson creyó ver a Gordon-Cumming añadir dos fichas rojas de £5 a su apuesta después de finalizada la mano, pero antes de que se pagaran las ganancias, aumentando así su pago por parte del banco —una forma de trampa conocida en los casinos como la poussette. Lo comentó con Levett, quien estaba a su lado, y ambos pensaron ver a Gordon-Cumming repetir el acto en la siguiente mano. Tras la segunda noche, Lycett Green, Stanley Wilson y Arthur y Edward Somerset confrontaron a Gordon-Cumming y lo acusaron de hacer trampa. La biógrafa de Eduardo, Jane Ridley, y el antiguo Lord Canciller Michael Havers, Barón Havers, junto con los autores Edward Grayson y Peter Shankland, sugieren que la acusación de Lycett Green pudo haber estado influida más por la fama de mujeriego de Gordon-Cumming —posiblemente incluyendo proposiciones hacia la esposa de Green— que por el acto de trampa en sí. Gordon-Cumming insistió en que estaban equivocados y explicó que jugaba con el sistema coup de trois —también conocido como masse en avant—, en el cual, si ganaba una mano con una apuesta de £5, añadía las ganancias a la apuesta, junto con otras £5, para la siguiente mano. Eduardo, tras consultar con sus asesores y los acusadores, dio crédito a lo dicho. Para evitar un escándalo que involucrara al príncipe, Gordon-Cumming cedió ante la presión de los cortesanos y firmó una declaración comprometiéndose a no volver a jugar a las cartas, a cambio de la promesa de que nadie presente revelaría el incidente.
En consideración a la promesa hecha por los caballeros cuyos nombres figuran al pie, de preservar mi silencio respecto a una acusación sobre mi conducta en el bacará las noches del lunes 8 y martes 9 en Tranby Croft, me comprometo solemnemente a no volver a jugar a las cartas mientras viva. (Firmado) W. Gordon-Cumming
A pesar de la promesa de silencio, comenzaron a circular rumores sobre el incidente, que llegaron a oídos de Gordon-Cumming. Para detenerlos, exigió una retractación a cinco de los presentes: Stanley Wilson, Ethel y Edward Lycett Green, Mary Wilson y Levett. Como no obtuvo respuesta, el 6 de febrero de 1891 emitió demandas por difamación contra los cinco, solicitando £5000 de indemnización a cada uno.
El juicio comenzó el 1 de junio de 1891 en los Reales Tribunales de Justicia, donde solo se podía acceder con entrada. El Príncipe de Gales fue citado como testigo, y se sentó en una silla de cuero rojo sobre una tarima entre el juez y el estrado de los testigos; era la primera vez desde 1411 que un heredero al trono comparecía obligatoriamente ante un tribunal.
El juicio concluyó la semana siguiente, el 9 de junio de 1891: el resumen del juez fue, según Jason Tomes —biógrafo de Gordon-Cumming en la edición de 2010 del Diccionario biográfico nacional de Oxford—, «inaceptablemente parcial» contra Gordon-Cumming. El jurado deliberó solo trece minutos antes de fallar a favor de los demandados; algunos miembros del público silbaron largamente al escuchar el veredicto. Al día siguiente, el editorial de The Times declaró: «Está... condenado por el veredicto del jurado a la extinción social. Su brillante historial ha sido borrado y debe, por así decirlo, comenzar de nuevo. Tal es la inexorable regla social... Ha cometido una falta mortal. La sociedad no puede volver a conocerle».
El abogado principal de Gordon-Cumming, el Procurador General para Inglaterra y Gales Sir Edward Clarke, siguió convencido de la inocencia de su cliente y escribió en sus memorias de 1918: «Creo que el veredicto fue erróneo y que Sir William Gordon-Cumming era inocente».

## Consecuencias

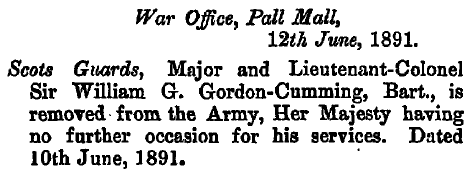
Notificación de destitución de Gordon-Cumming en The London Gazette, junio de 1891

Como resultado del escándalo, Gordon-Cumming fue destituido del ejército el día siguiente a la conclusión del juicio, y renunció a su membresía en sus cuatro clubes londinenses: el Carlton Club, Guards Club, Marlborough Club y Turf Club (club de caballeros).
Ese mismo día contrajo matrimonio con su prometida estadounidense, la heredera Florence Garner, quien lo había apoyado durante todo el proceso judicial, a pesar de que Gordon-Cumming le ofreció en dos ocasiones romper el compromiso debido al escándalo. La ceremonia se celebró en la iglesia de la Santísima Trinidad de Sloane Street, en Chelsea, con una pequeña congregación. El mayor Vesey John Dawson, de los Coldstream Guards, fue el padrino de boda de Gordon-Cumming, y Thomas Hovell-Thurlow-Cumming-Bruce, 5.º Barón Thurlow condujo a la novia al altar.
Cuando la pareja regresó a Escocia unos días después, los lugareños de los alrededores de su finca decoraron la estación y arrastraron a mano el carruaje de los recién casados por las calles. Según el antiguo Lord Canciller Michael Havers, Barón Havers, el abogado Edward Grayson y el historiador Peter Shankland, a la gente local no le importaba que la alta sociedad considerara a Gordon-Cumming un paria.
El Príncipe de Gales estaba decidido a que Gordon-Cumming permaneciera excluido y dejó claro que cualquiera que lo reconociera socialmente o aceptara invitaciones para cazar en alguna de las dos fincas escocesas que poseía, no sería invitado a Marlborough House —la residencia londinense del príncipe— ni sería reconocido en la corte.
Eduardo escribió a su hijo, el Príncipe Jorge, al día siguiente del juicio:
«¡Gracias a Dios! — El Ejército y la sociedad están ahora libres de un condenado granuja. El colmo de su infamia es que, esta mañana, se casó con una jovencita americana, ¡la señorita Garner... con dinero!»

## Vida posterior

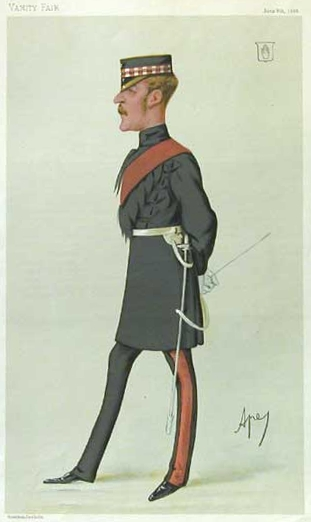
Gordon-Cumming retratado por el caricaturista Carlo Pellegrini en Vanity Fair, 1880

Gordon-Cumming permaneció excluido de la alta sociedad el resto de su vida. Más adelante le dijo a su hija: «Entre una multitud de conocidos, creí tener quizás veinte amigos. Ninguno de ellos volvió a hablarme jamás». Algunos de sus amigos solo le dirigieron la palabra nuevamente tras la muerte del príncipe en 1910, ya convertido en el rey Eduardo VII.
Gordon-Cumming y su esposa tuvieron tres hijos varones y dos hijas entre 1892 y 1904. Renovaron sus propiedades escocesas y compraron uno de los primeros automóviles en las Tierras Altas. En 1905, la fortuna de Florence colapsó, y la pareja se vio obligada a alquilar o cerrar las casas de sus fincas escocesas y trasladarse a Bridge House, en Dawlish, Devon, con un servicio doméstico reducido a siete personas.
Gordon-Cumming logró disimular su desprecio por la sociedad de clase media a la que estaba ahora limitado, para poder seguir disfrutando del golf, croquet, billar, críquet, bridge y la colección de matasellos. También disfrutaba de su propia compañía, la de sus perros y la de su mono mascota. Odiaba Dawlish, consideraba a su esposa una «gordita ridícula» y se entregaba abiertamente a una infidelidad persistente. Florence no perdía ocasión para recordarle quién financiaba su estilo de vida, y finalmente cayó en el alcoholismo.
Tras un viaje de Gordon-Cumming a Sudáfrica entre 1913 y 1914, la pareja alquiló casas en Chelsea y Pitmilly, Fife, pero cada vez vivían más separados. Estaban separados de hecho antes de que ella falleciera en 1922.
En 1916, Gordon-Cumming logró que se revocara la membresía del exlíder del Partido Laborista del Reino Unido, Ramsay MacDonald, en el Moray Golf Club, debido a la oposición de MacDonald a la Primera Guerra Mundial.
Gordon-Cumming falleció el 20 de mayo de 1930, en su residencia de Altyre, a los 81 años. Su título fue heredado por su hijo mayor, el mayor Alexander Penrose Gordon-Cumming. Su obituario en The Times afirmaba: «Aunque la opinión pública de la época no disputó el veredicto, es justo recordar que condenó rotundamente a quienes participaron en el incidente, reconociendo que una carrera valerosa había sido trágicamente arruinada».

## Vida privada
Tomes opinaba que su biografiado poseía «audacia e ingenio [y] se regocijaba del sobrenombre de el hombre más arrogante de Londres», mientras que el periódico brítanico Sporting Life lo describió como «posiblemente el hombre más apuesto de Londres, y sin duda el más grosero». El historiador Philip Magnus lo consideraba «culpable, depredador y ruin».
William Cavendish-Bentinck, 6.º duque de Portland, amigo de Gordon-Cumming, escribió sobre él:
Conocí muy bien a Bill Cumming, y durante mucho tiempo lo aprecié y admiré profundamente, tanto como valeroso soldado como por ser un excelente deportista. [...] Un amigo mío que fue con él en una expedición hablaba enérgicamente de la deportividad, valentía y generosidad de Bill. [...] Pero tenía un defecto grave: no podía jugar limpio a las cartas, ni siquiera cuando las apuestas eran mínimas.
Gordon-Cumming solía salpicar su habla con blasfemias, tanto en inglés como en hindustani. Era un asiduo en hipódromos y casinos. La escritora Elma Napier, una de sus hijas, lo describió en su vejez:
Jamás, ni siquiera cuando tenía ochenta años, perdió ese aire fanfarrón en el andar, ese leve desprecio por los mortales inferiores, esa insinuación de que era irresistible. Lo había llevado tanto tiempo que ni la desgracia, ni la vejez, ni los problemas lograron cambiarle el hábito.
Gordon-Cumming era un mujeriego, y afirmaba que su objetivo era «perforar» a miembros del «sexo». Prefería relaciones sin complicaciones con mujeres casadas, y llegó a decir que «todas las mujeres casadas lo intentan conmigo». Entre sus amantes estuvieron Lillie Langtry, Sarah Bernhardt y Lady Randolph Churchill. Gordon-Cumming también era propietario de una casa en Belgravia, Londres; se la prestaba al príncipe para sus encuentros con amantes reales.
En 1890, tres días antes de los hechos ocurridos en Tranby Croft, el Príncipe de Gales regresó anticipadamente de un viaje por Europa; al llegar a Harriet Street encontró a su amante, Daisy, Lady Brooke, «en brazos de Gordon-Cumming», lo cual deterioró la relación entre ambos hombres.
Tras la muerte de Gordon-Cumming en 1930, su casa en Gordonstoun fue adquirida por Kurt Hahn, quien la convirtió en la escuela homónima. La institución ha sido frecuentada por el príncipe Felipe, duque de Edimburgo y sus tres hijos: Carlos, Andrés, duque de York y Eduardo, duque de Edimburgo.
Dos de las nietas de Gordon-Cumming, Katie Fforde y Jane Gordon-Cumming, se convirtieron en escritoras.
Gordon-Cumming ha sido interpretado en dramatizaciones radiofónicas por Michael Jayston, Conrad Phillips, Noel Johnson y Duncan McIntyre. En pantalla, ha sido interpretado por John Justin y el actor escocés Donald Douglas.

#### Libros
- Arnold, Catharine (2017). Edward VII: the Prince of Wales and the Women he Loved. New York: St. Martin's Press. ISBN 978-1-250-06914-6.
- Attwood, Gertrude (1988). The Wilsons of Tranby Croft. London: Hutton Press. ISBN 978-0-907033-71-4.
- Bruce, A. P. C. (1980). The Purchase System in the British Army, 1660–1871. London: Royal Historical Society. ISBN 978-0-9010-5057-1.
- Cavendish-Bentinck, William (1937). Men, Women and Things: Memories of the Duke of Portland. London: Faber & Faber. OCLC 4632837.
- Clarke, Sir Edward (1918). The Story of My Life. London: Penguin Books. OCLC 837472347.
- Diamond, Michael (2004). Victorian Sensation. London: Anthem Press. ISBN 978-1-84331-150-8.
- Dixon, David (1991). From Prohibition to Regulation: Bookmaking, Anti-Gambling and the Law. Oxford: Clarendon Press. ISBN 978-0-19-825616-8.
- Gordon-Cumming, William (1871). Wild Men and Wild Beasts: Scenes in Camp & Jungle. Edinburgh: Edmonston & Douglas. OCLC 776685270.
- Havers, Michael; Grayson, Edward; Shankland, Peter (1988). The Royal Baccarat Scandal. London: Souvenir Press Ltd. ISBN 978-0-285-62852-6.
- Hibbert, Christopher (2007). Edward VII: the Last Victorian King. New York: Palgrave Macmillan. ISBN 978-1-4039-8377-0.
- Magnus, Philip (1975). King Edward the Seventh. Harmondsworth, London: Penguin. ISBN 978-0-1400-2658-0.
- Napier, Elma (1948). Youth is a Blunder. London: Jonathan Cape. OCLC 2316211.
- Neillands, Robin (1996). The Dervish Wars: Gordon and Kitchener in the Sudan, 1880–1898. London: Murray. ISBN 978-0-7195-5631-9.
- Ridley, Jane (2012). Bertie: A Life of Edward VII. London: Chatto & Windus. ISBN 978-0-7011-7614-3.
- Teignmouth Shore, W. (2006) [1932]. The Baccarat Case. London: Butterworth & Co. ISBN 978-1-84664-787-1.

#### Revistas
- «Jury Room: The Baccarat Scandal». Radio Times. 26 de septiembre de 1965.
- «Saturday Playhouse: The Royal Baccarat Scandal». Radio Times. 28 de diciembre de 1991.
- «The Scandal at Tranby Croft». Radio Times. 20 de septiembre de 1971. Consultado el 7 de septiembre de 2023.
- «The Verdict of the Court». Radio Times. 23 de octubre de 1959.

#### Noticias
- «The Baccarat Case». Pall Mall Gazette. 1 de junio de 1891. p. 4.
- «The Baccarat Case». The Times. 4 de junio de 1891. p. 7.
- «The Baccarat Scandal». The Times. 3 de marzo de 1891. p. 10.
- «The Baccarat Scandal: The Truth About Tranby Croft». The Manchester Gazette. 19 de febrero de 1891. p. 8.
- «Leading Article: The Baccarat Case». The Times. 10 de junio de 1891. p. 9.
- «Sir William Gordon-Cumming». The Times. 21 de mayo de 1930. p. 21.
- «Cumming Takes a Bride». The New York Times. 11 de junio de 1891.

#### Sitios web
- «The Baccarat Scandal (1960)». British Film Institute. Archivado desde el original el 7 de marzo de 2021. Consultado el 7 de septiembre de 2023.
- Clark, Gregory (2023). «The Annual RPI and Average Earnings for Britain, 1209 to Present (New Series)». MeasuringWorth. Consultado el 29 de agosto de 2023.
- «Jane Gordon-Cumming». The Richford Becklow Literary Agency. Archivado desde el original el 31 de mayo de 2023. Consultado el 7 de septiembre de 2023.
- «Katie Fforde». AudioBooksOnline. Archivado desde el original el 22 de mayo de 2014. Consultado el 22 de mayo de 2014.
- «Scandal (1975)». British Film Institute. Archivado desde el original el 28 de enero de 2023. Consultado el 7 de septiembre de 2023.
- «The Scots Guards». National Army Museum. Consultado el 2 de octubre de 2023.
- «Wild Men and Wild Beasts: Scenes in Camp and Jungle». WorldCat. Consultado el 7 de septiembre de 2023.